# Ꚏ
Ꚏ, ꚏ (в Юнікоді називається цве) — літера розширеної кирилиці, використовувалася в абхазькій абетці. Відповідає нинішньому Диграф Цә, що означає глухий ясенний-твердопіднебінній африкат / t͡ɕʷʰ /. Походить від букви Ц. Також існувала буква Ꚏ̆, що означала короткість літери.